# Kostel svatého Jana Křtitele (Damníkov)
Kostel svatého Jana Křtitele vytváří dominantu viditelnou ze širokého okolí a nachází se uprostřed obce Damníkov u hlavní silnice. Současný pseudogotický kostel byl postaven na místě zbořeného gotického kostela.  

## Historie

### Gotický kostel
Historické prameny se liší v údajích o tomto objektu. Jeden uvádí, že původním záměrem stavby v roce 1384 byla kamenná tvrz a druhý z roku 1412 popisuje stavbu jako kostel. Starý kostelík byl 22 metrů dlouhý, 9,5 metrů široký a jeho součástí bylo presbyterium, sakristie a márnice na hřbitově. Kolem kostela se nacházel hřbitov s nízkou vstupní stavbou.
Podle zachovaných fotografií měl zděný kostel presbytář o čtvercovém půdorysu. Presbytář byl klenutý žebrovou klenbou křížovou a uzavřený třemi stranami osmiúhelníku s nepravidelně zaklenutými žebry. K severní straně presbytáře přiléhala klenutá sakristie. Loď měla plochý dřevěný strop. Nedílnou součást kostela tvořila kruchta s varhanami. Průčelní věž s předsazeným dřevěným podbitím kryla střechu ve tvaru stanu. Celý kostel zdobily fresky. Jeho podoba je známa dnes jen z dobových fotografií a modelu v lanškrounském muzeu. 

### Stavba nového kostela
Gotický kostel začal postupně chátrat a přestal postačovat zvyšujícímu se počtu věřících v Damníkově. Správa obce měla tedy k řešení dané situace dvě možnosti: velmi nákladnou rekonstrukci stávajícího objektu nebo ještě nákladnější výstavbu kostela nového.
Rada obce se rozhodla pro výstavbu nového kostela. S jeho stavbou se mělo původně započít už v roce 1830. Po prvních setkání se pozvolna začalo svážet stavební dříví, ale po provizorním zastřešení chrámové lodi a věže místní farníci ztratili zájem a z příprav sešlo. 
Roku 1853 byl dokonce vypracován stavební plán nového kostela. Celou záležitostí se přestali zabývat až do roku 1885, kdy mělo dojít ke generální opravě chrámu za 15 tisíc zlatých. Změny navržené roku 1888 architektem R. Vomáčkou nebyly knížetem z Lichtenštejna přijaty.
Po dlouhých letech jednání s knížetem se nakonec zdejší farníci roku 1892 rozhodli postavit nový kostel. Kníže slíbil nahradit 2/3 nákladů, proto v roce 1895 byl původní kostel zbořen a podle plánů architekta Karla Weinbrennera se začal budovat současný pseudogotický kostel v novogotickém slohu. Stavba byla zadána lanškrounskému staviteli Seifertovi. 
Dne 7. 6. 1895 se začalo se stavbou. Slavnost základního kamene se konala 21. 7. 1895 za účasti mnoha kněží, církevních i světských hodnostářů a asi 1000 lidí místních a z okolí. Stavba trvala až do roku 1898 a inaugurace proběhla 17. 7. téhož roku. Nyní měla komunita věřících v Damníkově nový kostel novogotického slohu, jehož impozantní budova ze zlatavého pískovce byla obdivována všemi z blízkého i dalekého okolí.
Vedle stojící starý kostelík byl stržen a některé jeho stavební prvky byly pro zachování zazděny do zdejší ohradní hřbitovní zdi.
Ve 20. století došlo k různým rekonstrukcím, například střechy.

## Architektura

### Exteriér
Kostel je postaven na mírně vyvýšeném místě u komunikace vedoucí do centrální části obce. Celý objekt kostela je složen z presbytáře, hlavní lodě, sakristie, hlavní a vedlejší věže. Na jeho výstavbu bylo použito mnoho mohutných bloků kamene pískovce. 
Na západní straně kostela stojí hlavní a vedlejší věž. Hned vedle vedlejší věže je umístěna otevřená předsíň, která dotváří půdorys kostela. Kryje hlavní vstup do kostela.
Vnější plášť kostela je osazen několika druhy oken a členěn horizontálně podokenní římsou. Vertikální členění vytváří odstupňované opěrné pilíře, které jsou kryté zkosenými stříškami. Okna jsou hrotitá nečleněná gotickou okenní kružbou a sdružená lomená okna s jednoduchým ostěním. Hlavní a boční vchody do kostela uzavírají masivní dvoukřídlové otvíravé dveře osazené do kamenné zárubně s tvarovaným horním překladem. 

Osvětlení a odvětrání krovového systému zajišťují trojúhelníkové a obdélníkové vikýře osazené v pravidelných rozestupech v ploše střechy.

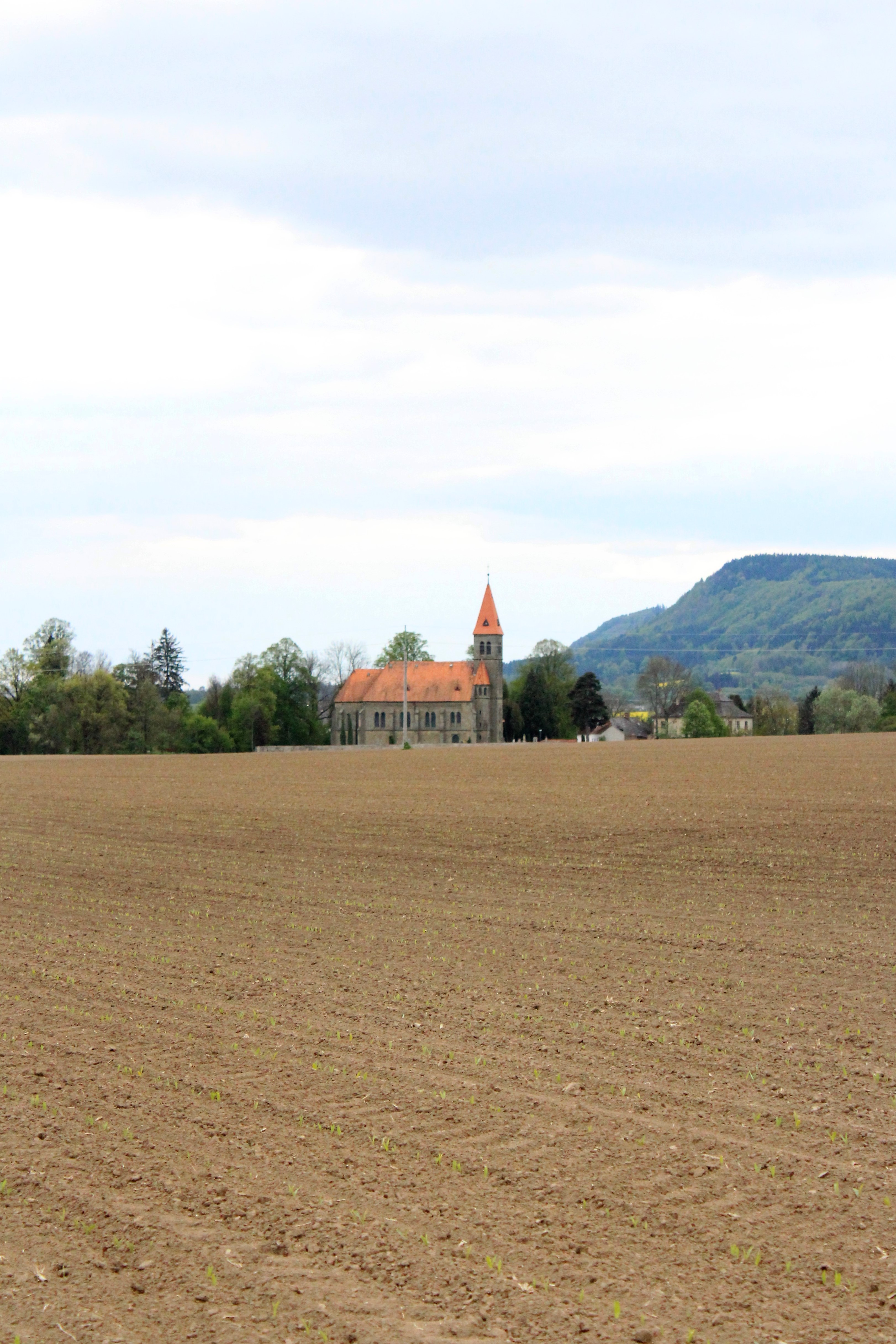
Pohled na kostel
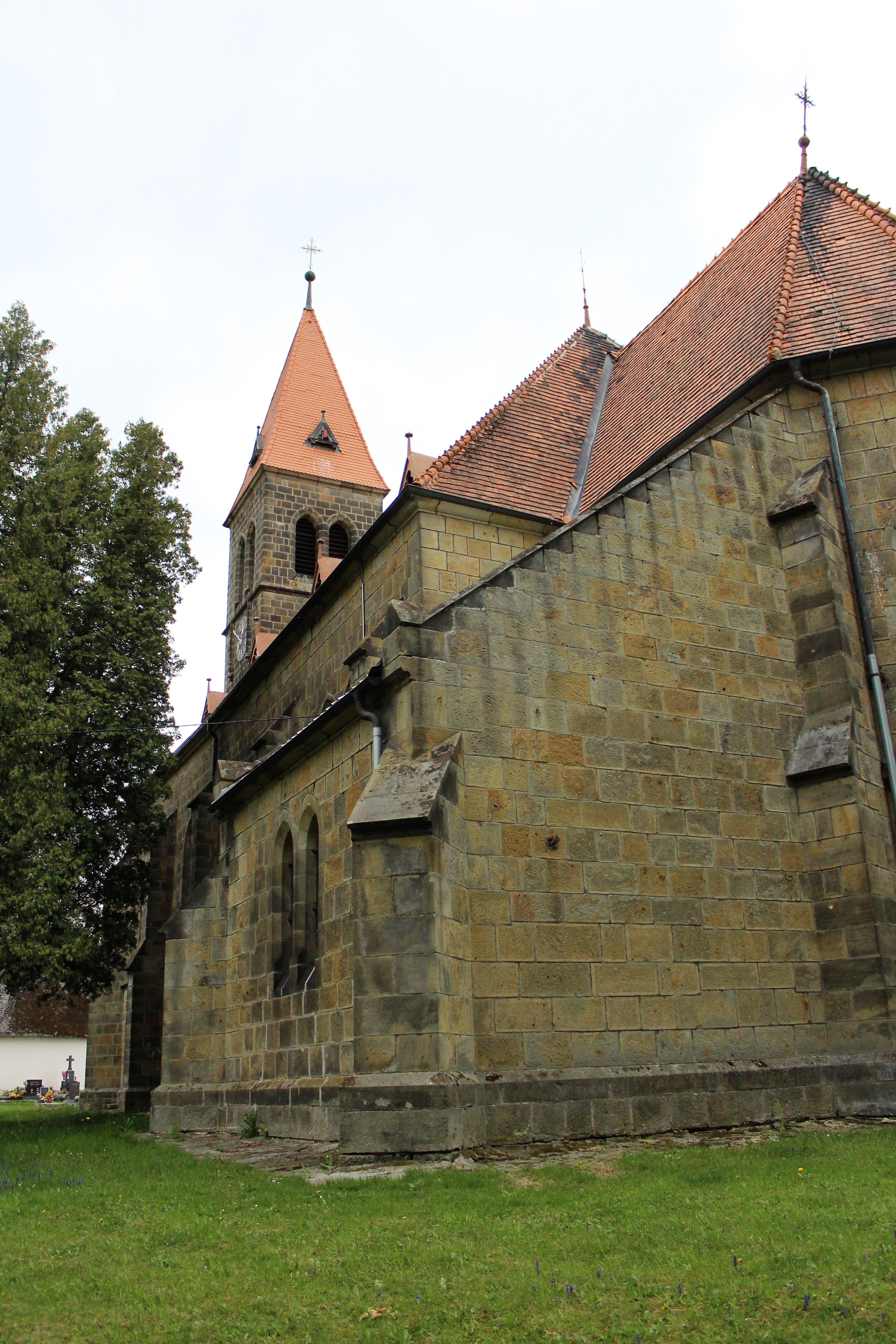
Jižní fasáda kostela
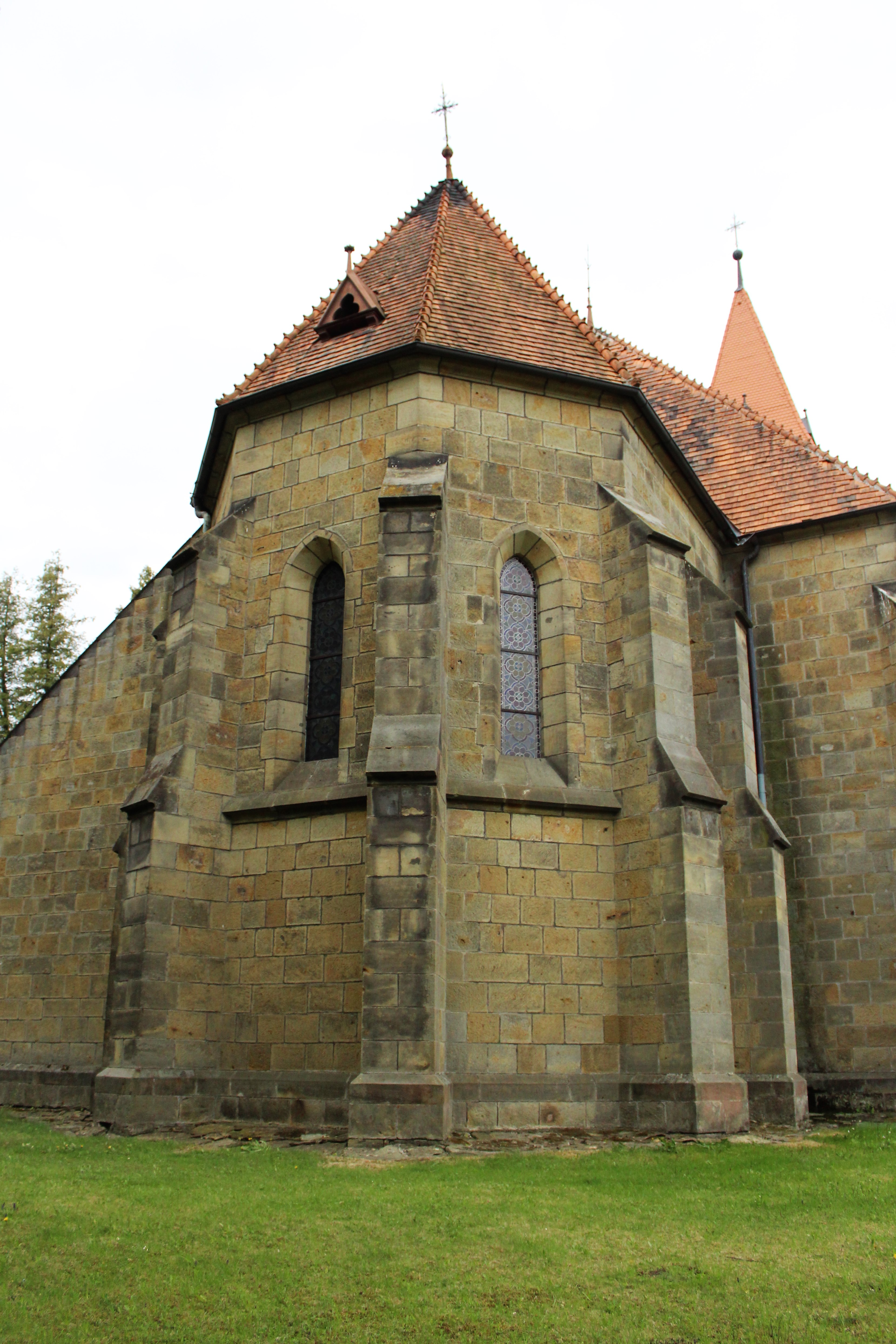
Presbyterium
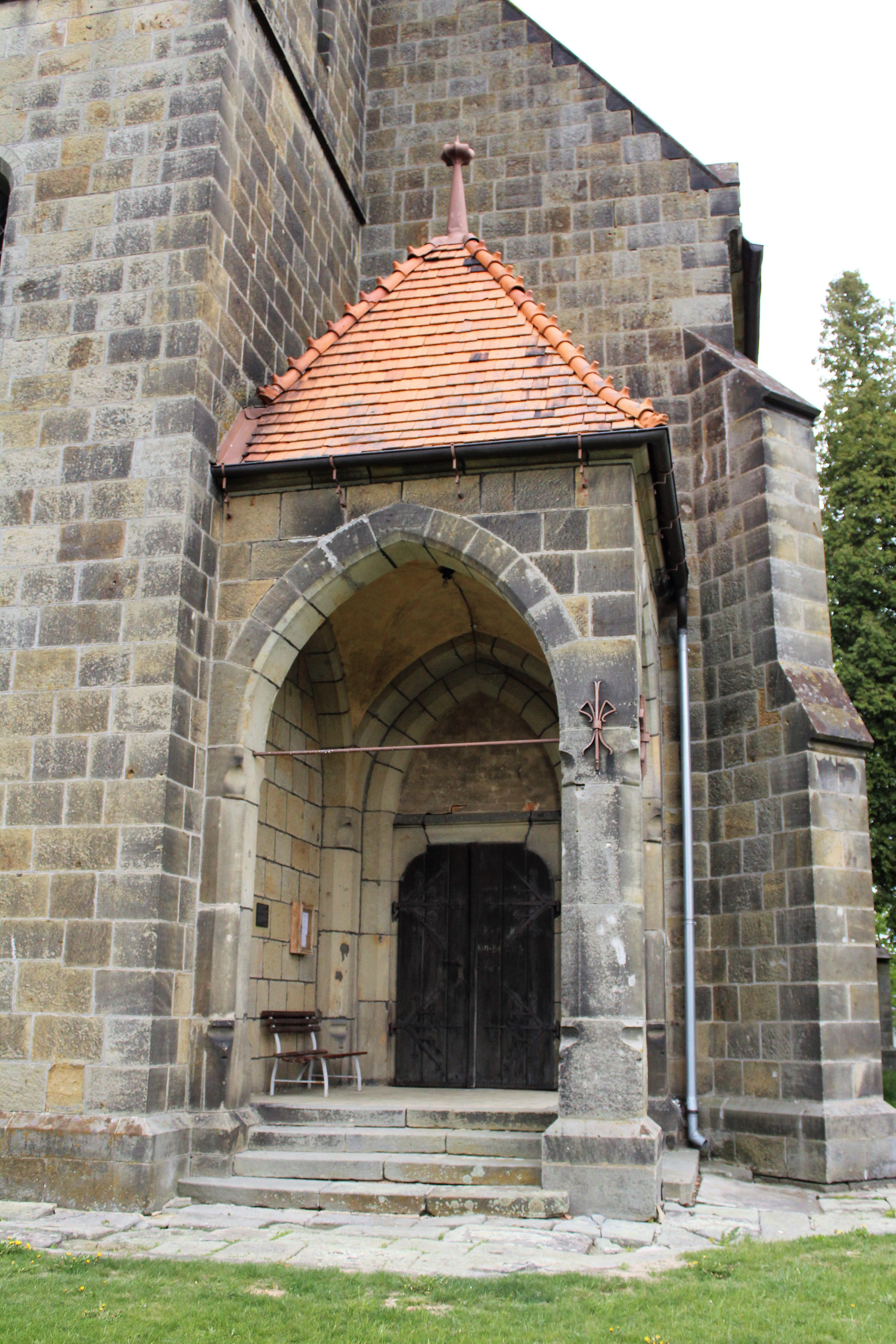
Otevřené arkády předsíně se vstupním portálem
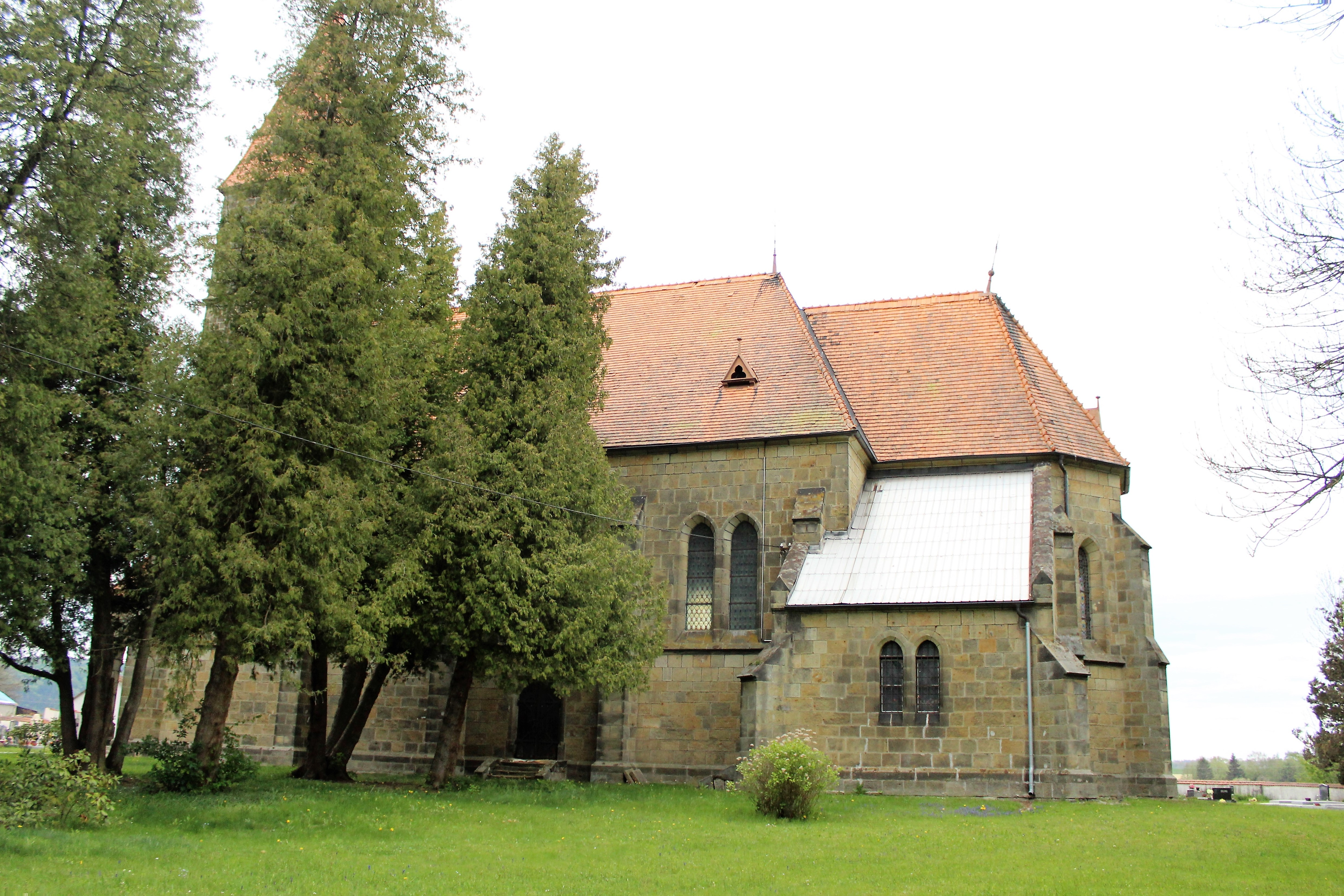
Jižní fasáda kostela, sdružená okna

### Interiér

#### Presbytář, sakristie

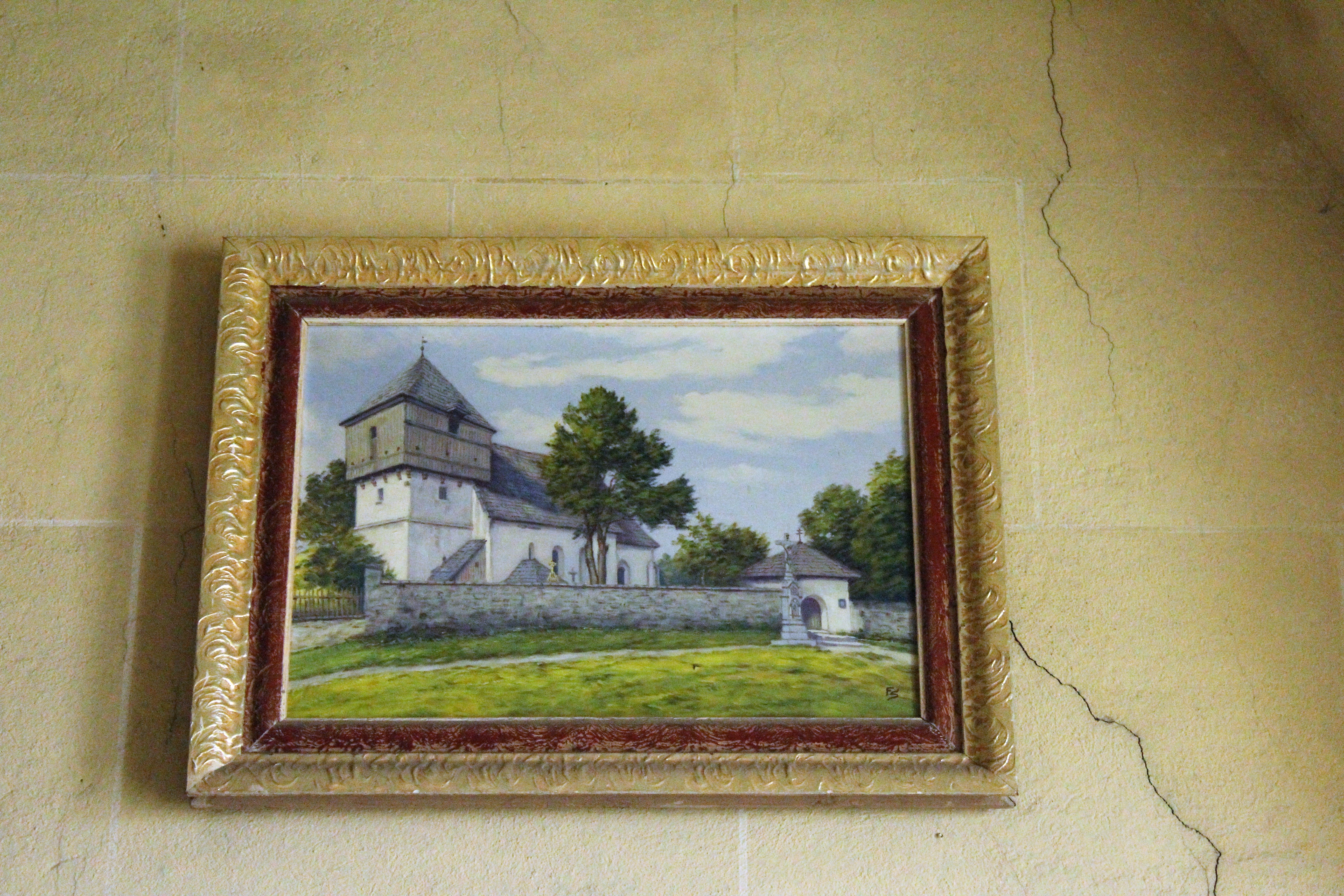
Obraz visící v kostele

K východní části lodě je připojen presbytář s půdorysem nepravidelného šestiúhelníku. Závěr presbytáře je zaklenut paprsčitou klenbou s jednoduchým svorníkem. Další pole klenby je zaklenuto křížovou klenbou. Žebra jsou ukončena na konzolách kuželovitého tvaru. Sakristie má obdélníkový půdorys a obdélníkový vstup. Vítězný oblouk se zkosenými hranami odděluje hlavní loď od kněžiště.

#### Hlavní loď
Prostor nad hlavní lodí je klenut stoupající křížovou klenbou s žebry. Žebra pozvolna přechází do opěrných pilířů v obvodovém plášti objektu. Mezi těmito pilíři jsou vyklenuty pasy, které zesilují čelní oblouky klenby.
Součástí interiéru kostela je kruchta s varhany. Pod kruchtou se nachází arkády lomeného oblouku jdoucí do pilířů se zkosenými hranami.
Pod hlavní věží kostela se nachází otvor pro ducha svatého s hvězdicovou čtyřcípou klenbou.  

#### Vybavení kostela

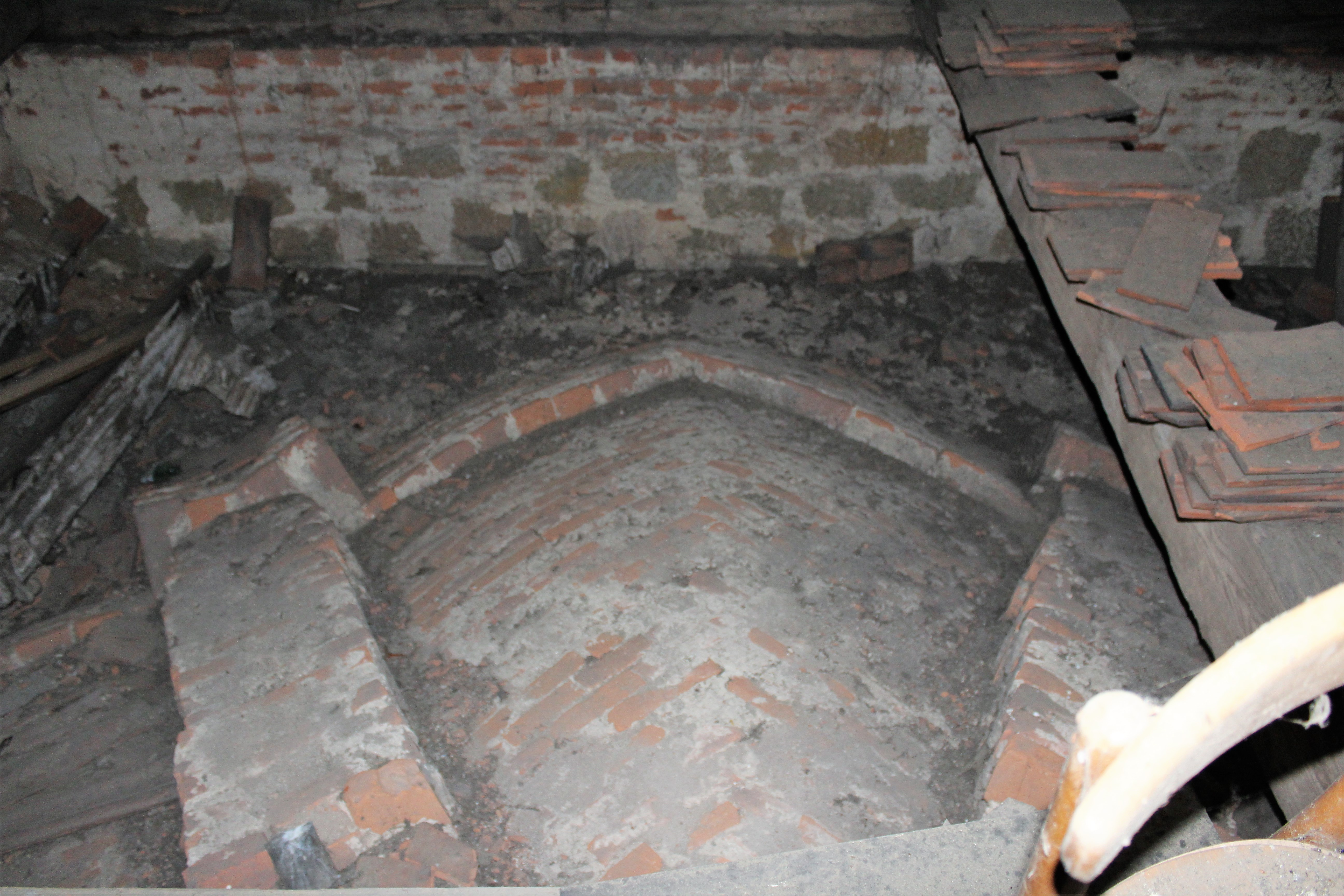
Rubový pás na zpevnění klenby

Součástí hlavního oltáře je oltářní mensa. Obraz na hlavním oltáři pochází ze starého kostela a je prací neznámého malíře z Orlických hor.
Výrazným prvkem je neogotická kazatelna přístupná po schůdcích, odkud se pronáší kázání. Kamenná kazatelna má řečniště s nohou a je opatřena stříškou.

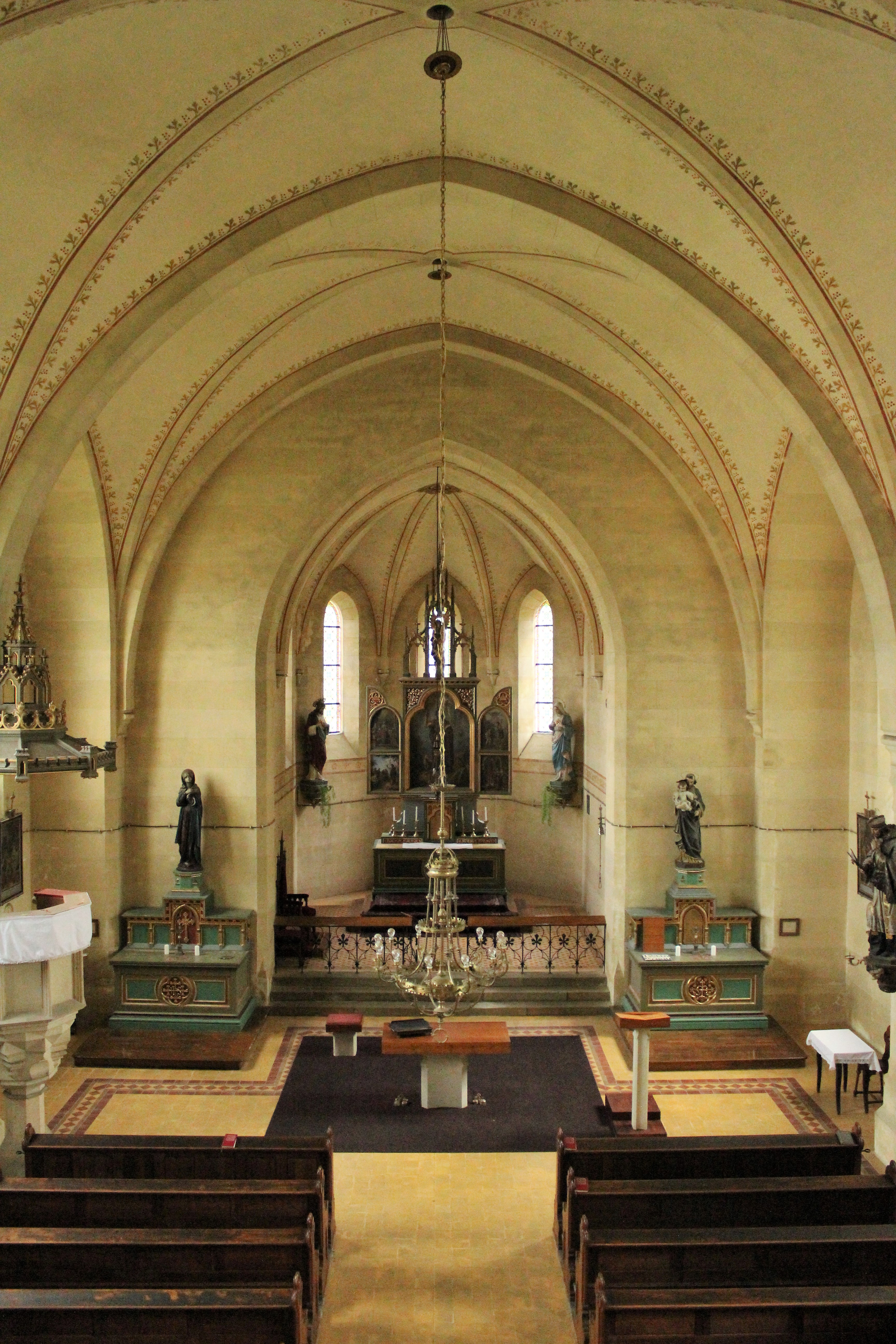
Hlavní loď, presbytář
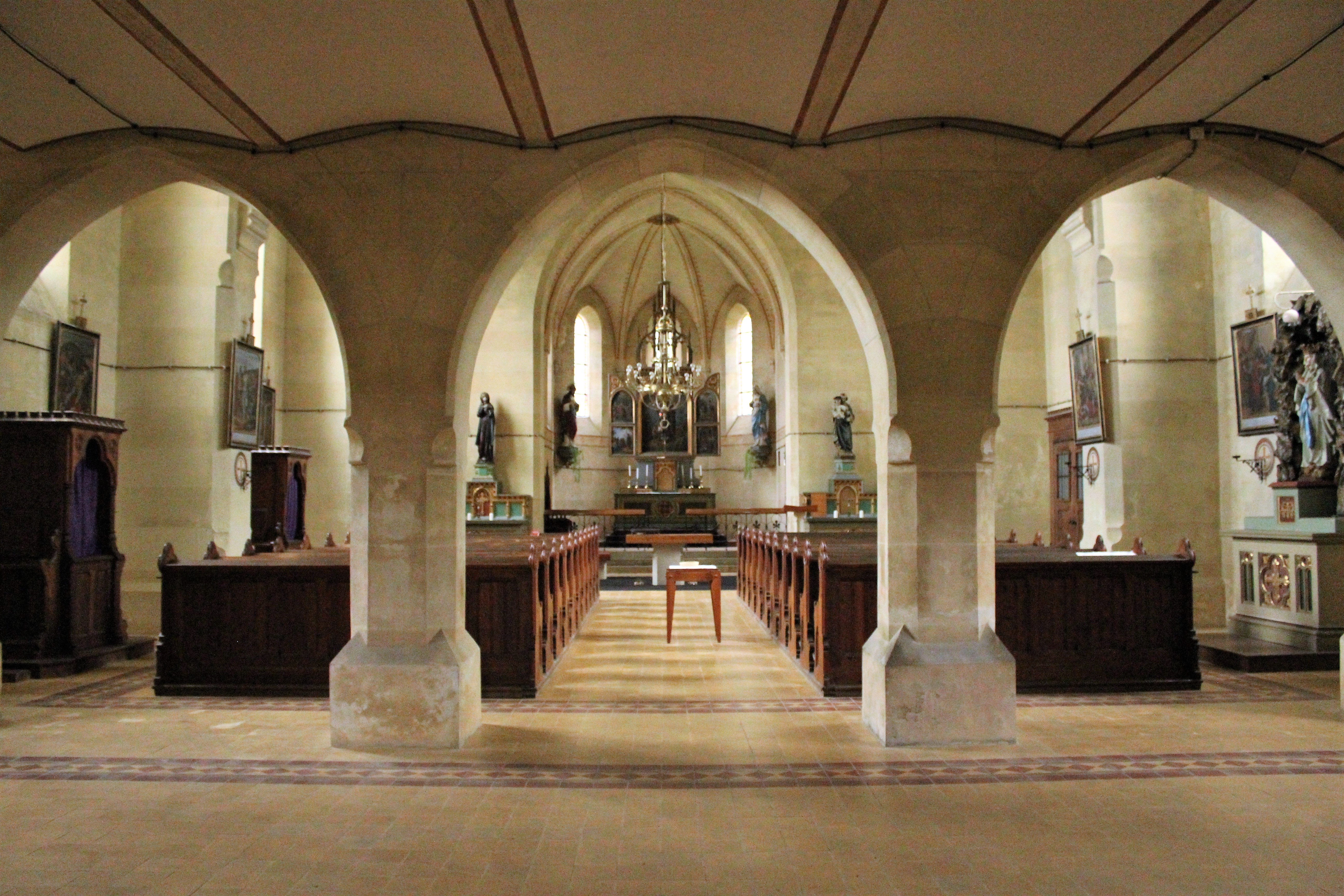
Arkády lomeného oblouku pod kruchtou
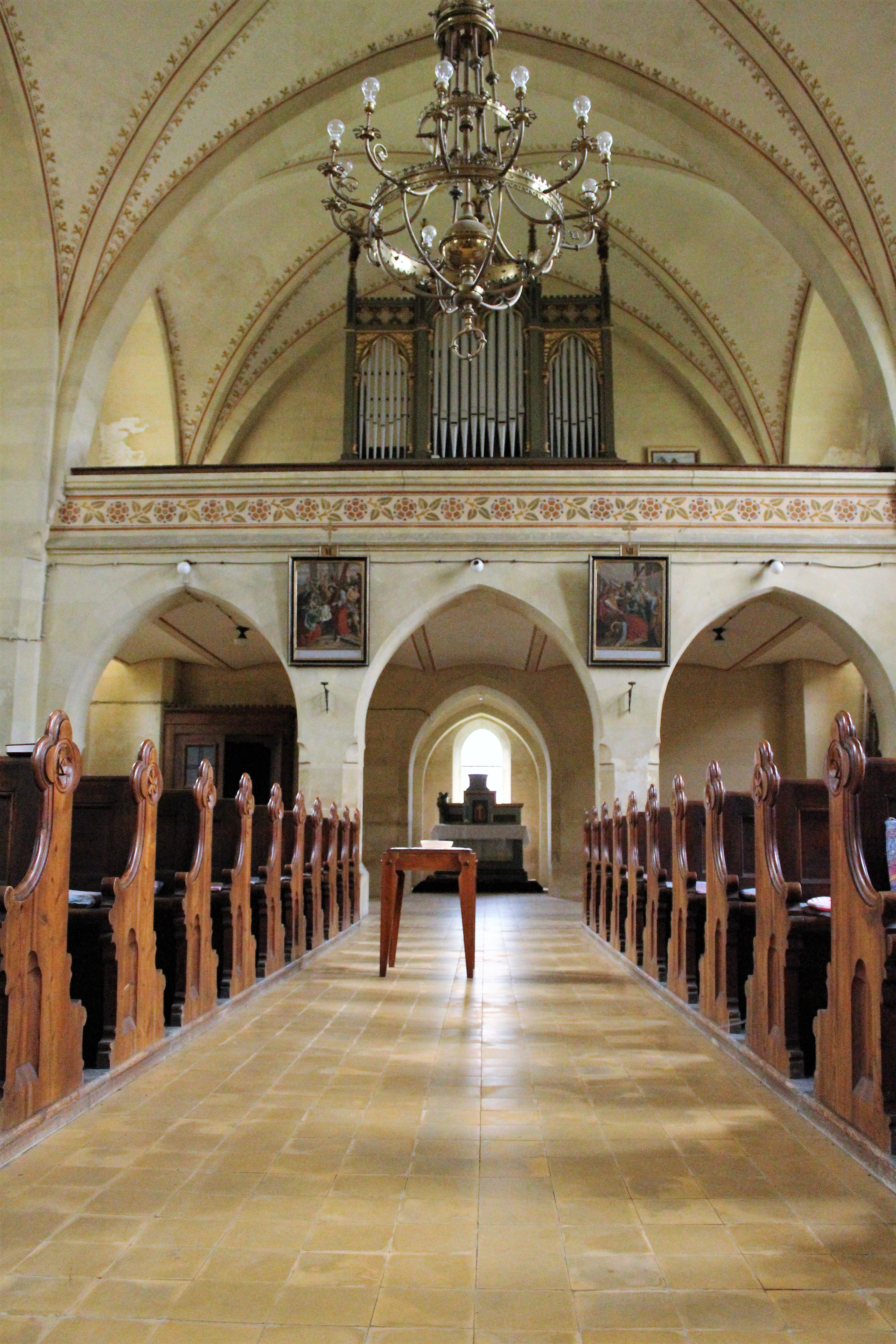
Hlavní loď, kruchta s varhany
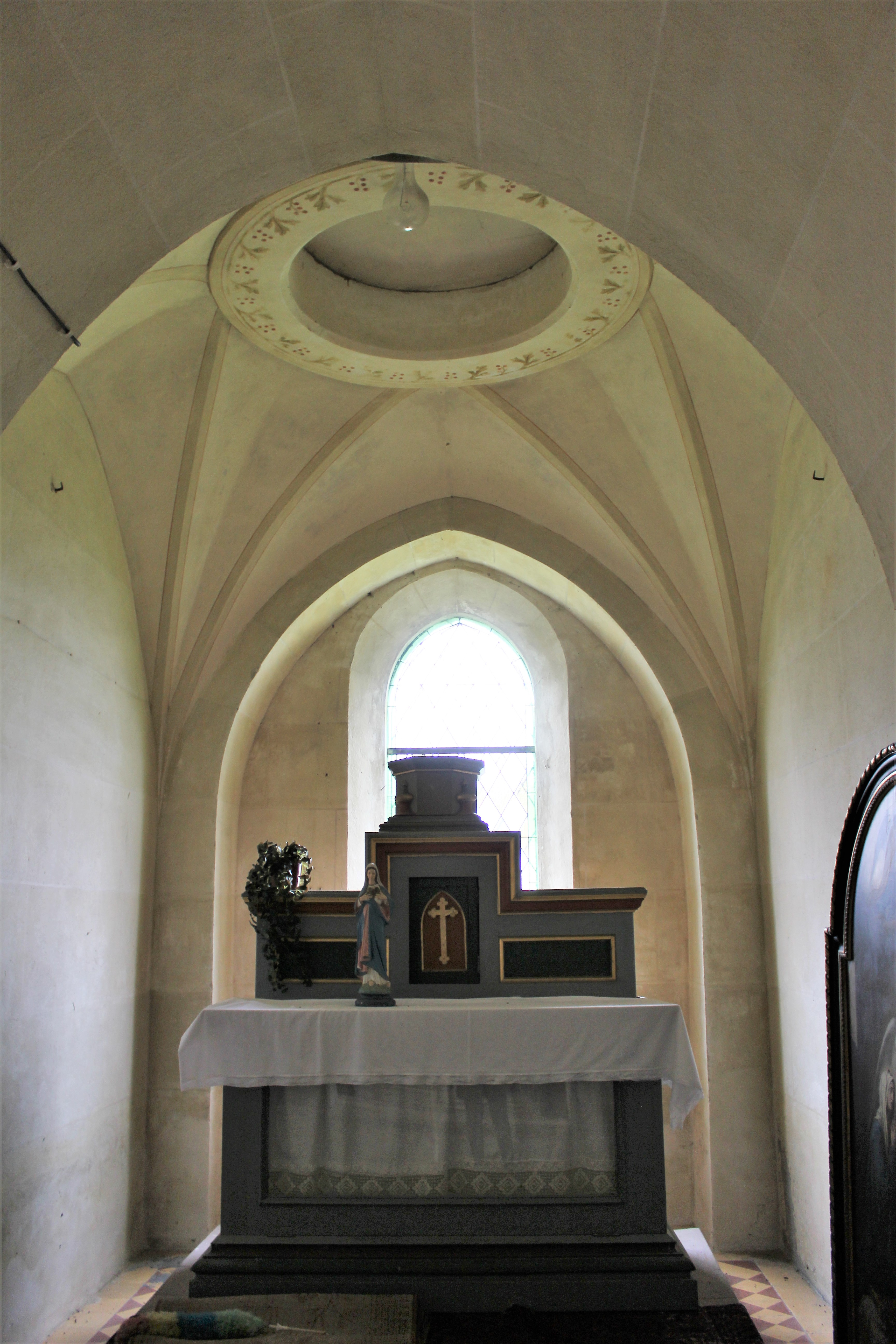
Otvor pro ducha svatého
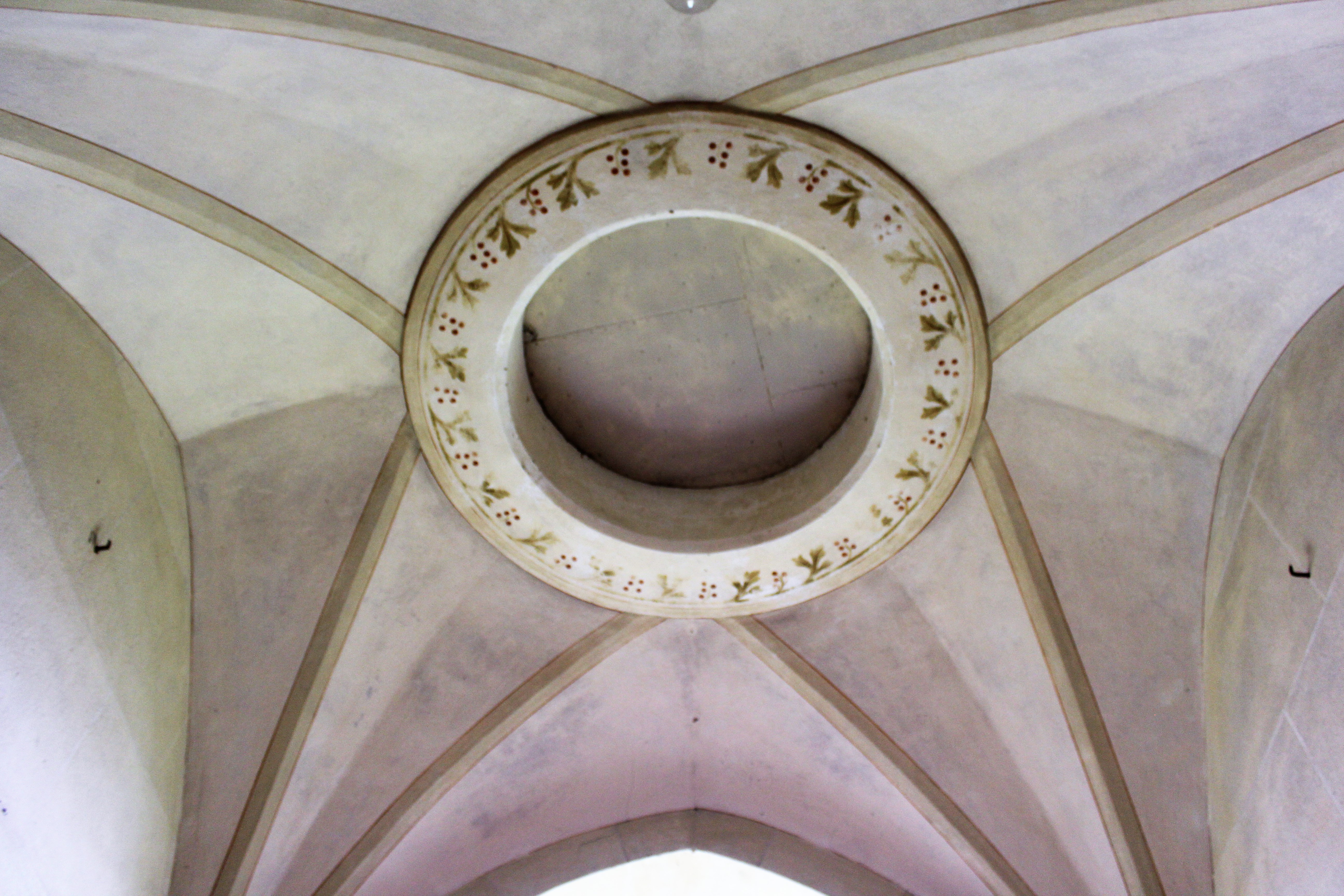
Hvězdicová čtyřcípá klenba
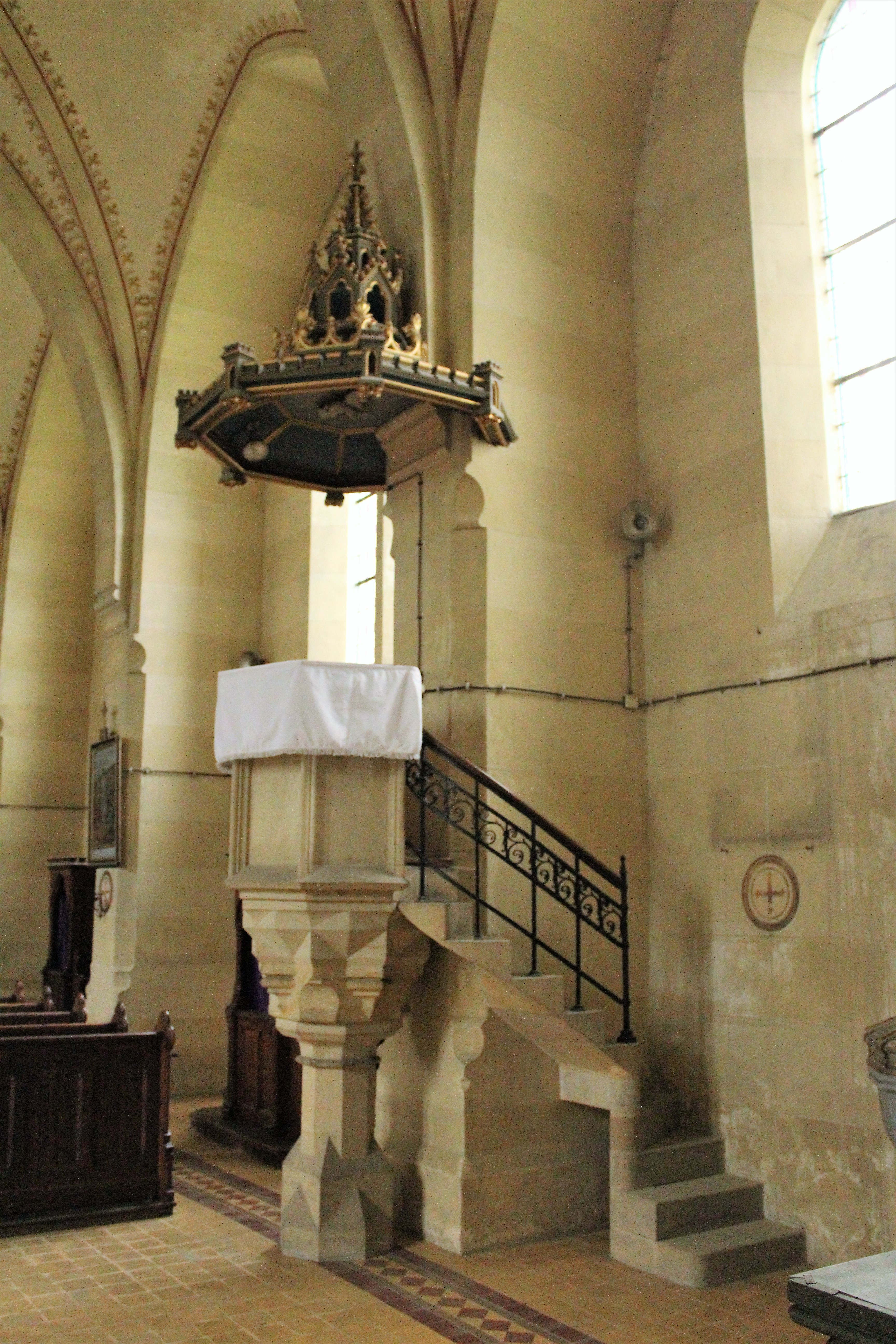
Neogotická kazatelna
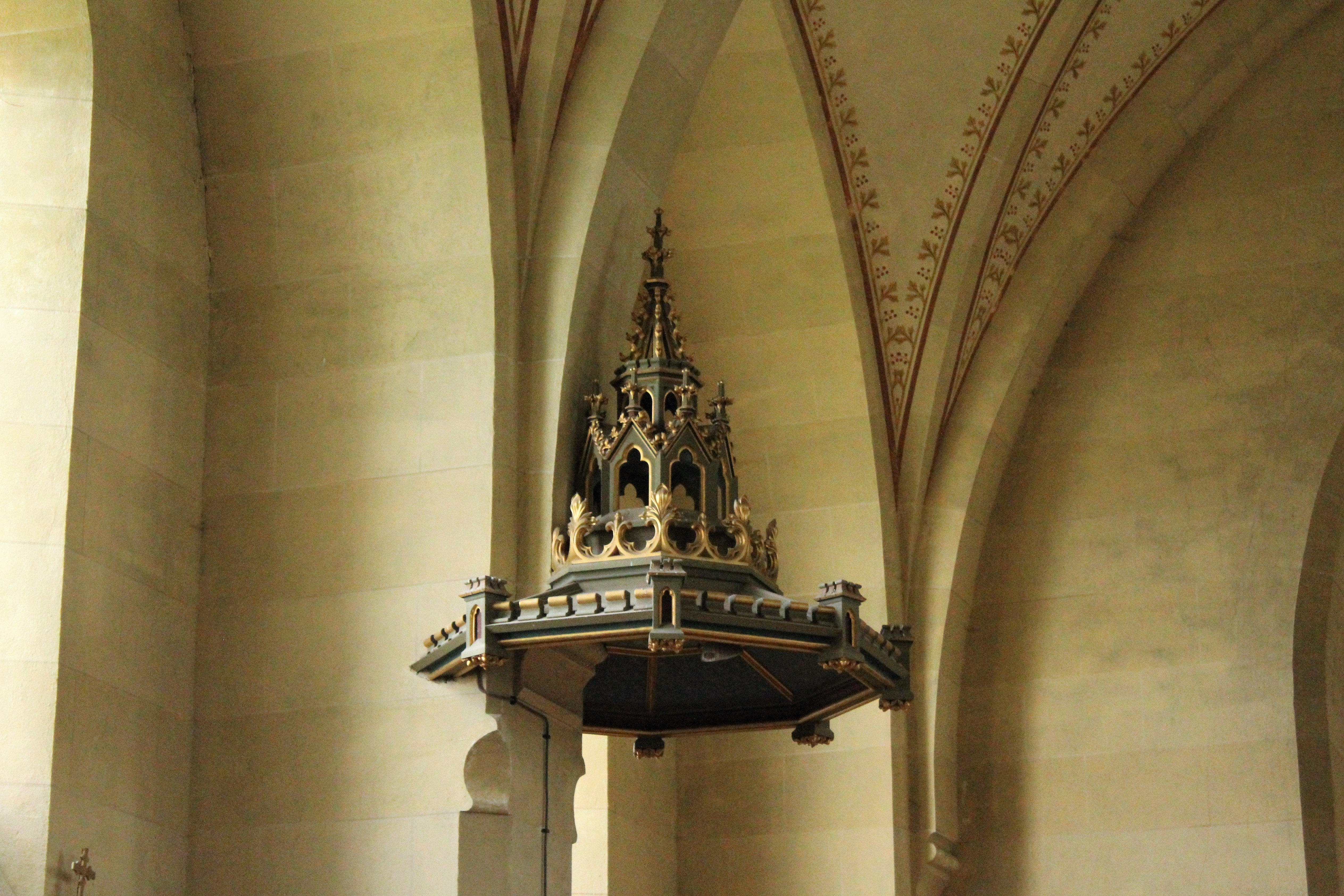
Stříška kazatelny
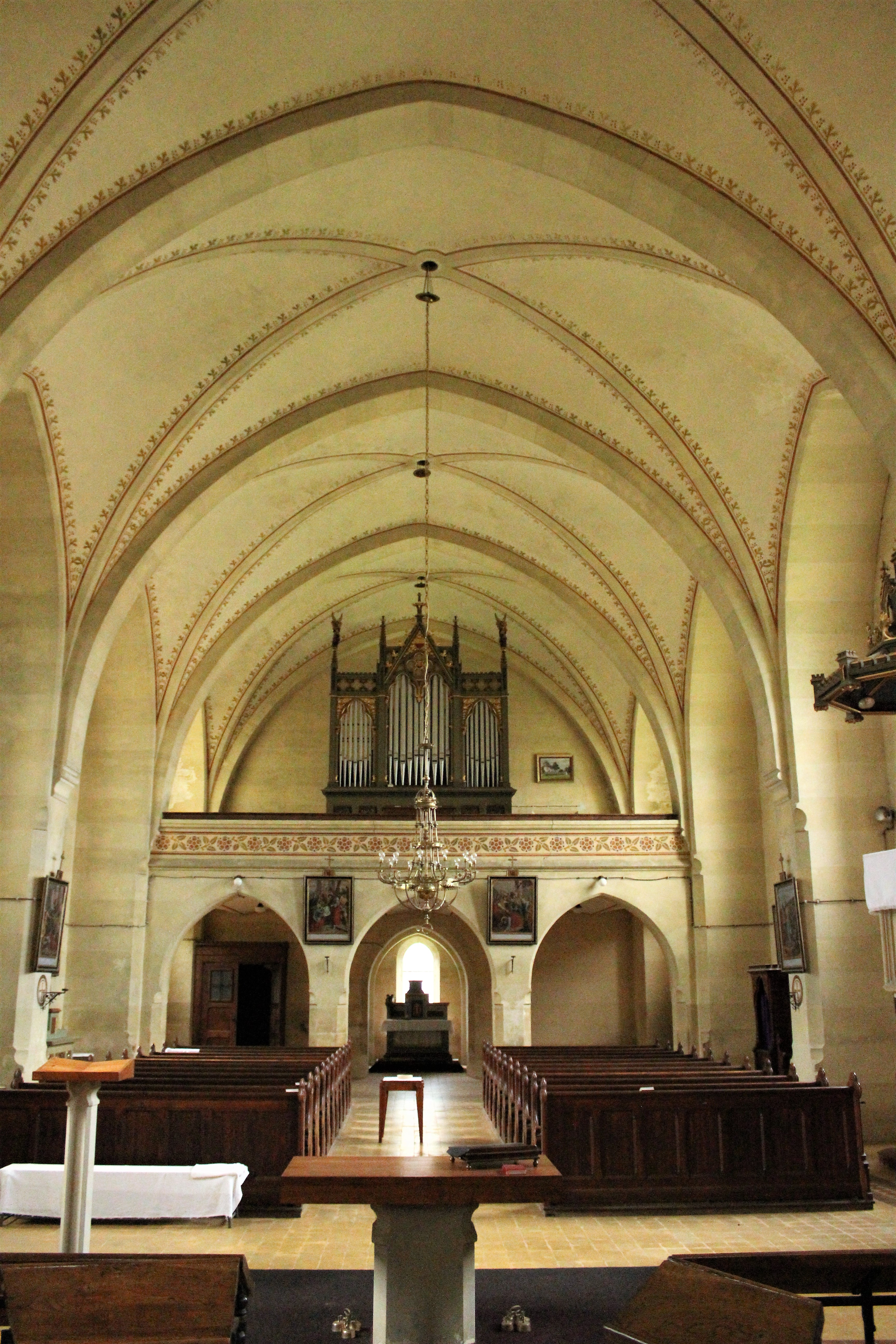
Pohled z presbytáře
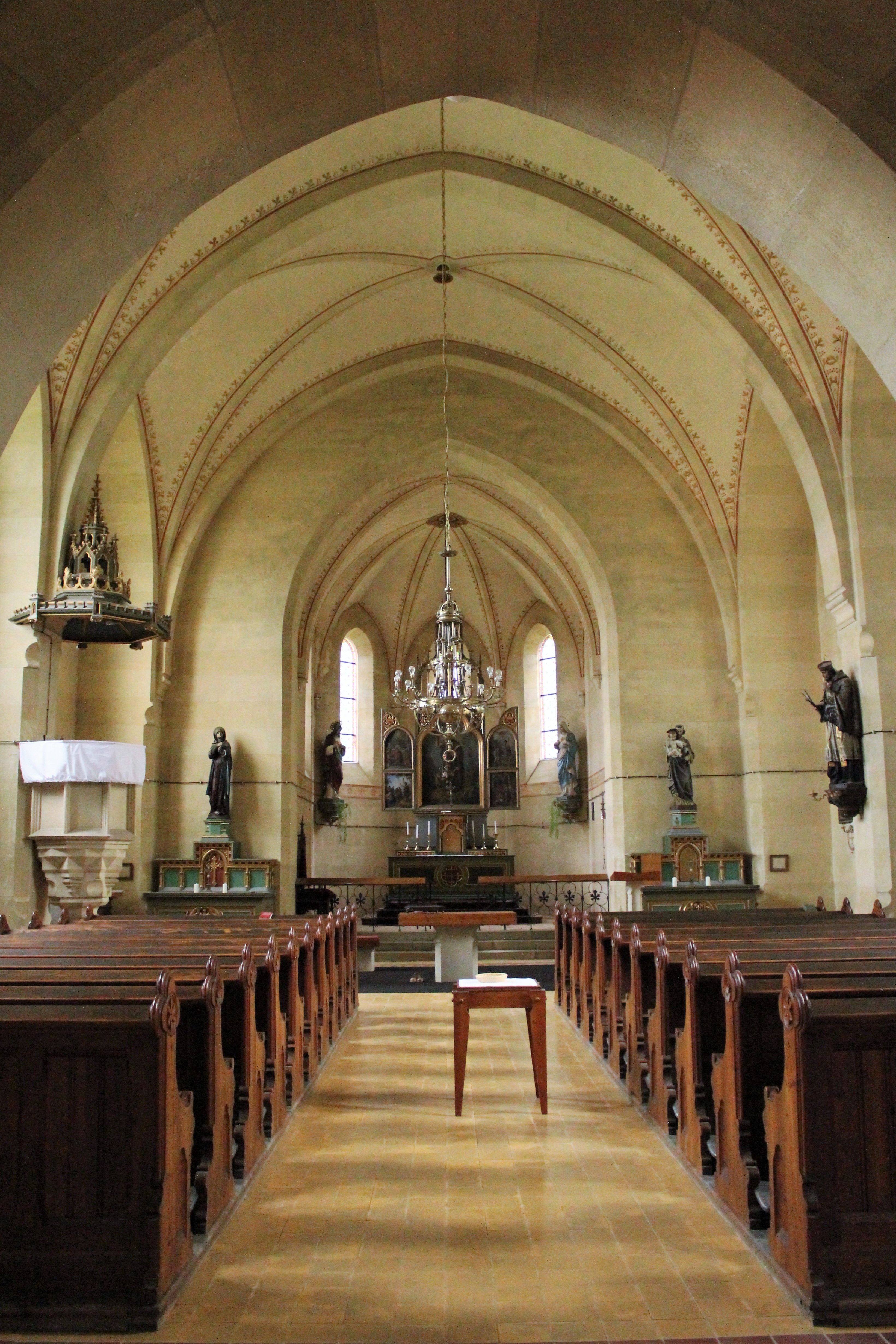
Hlavní loď, presbytář
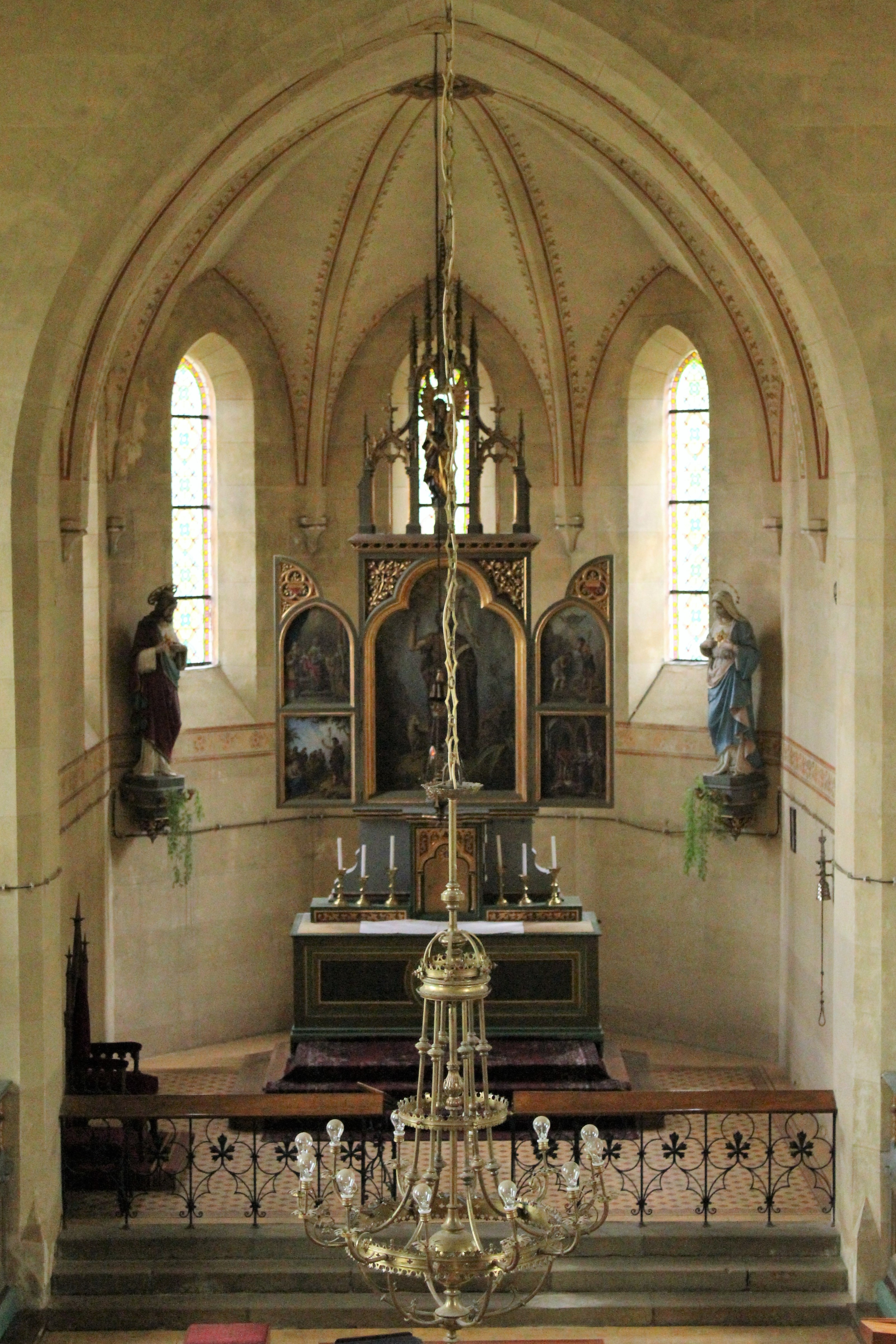
Lomený oblouk oddělující presbytář od hlavní lodi
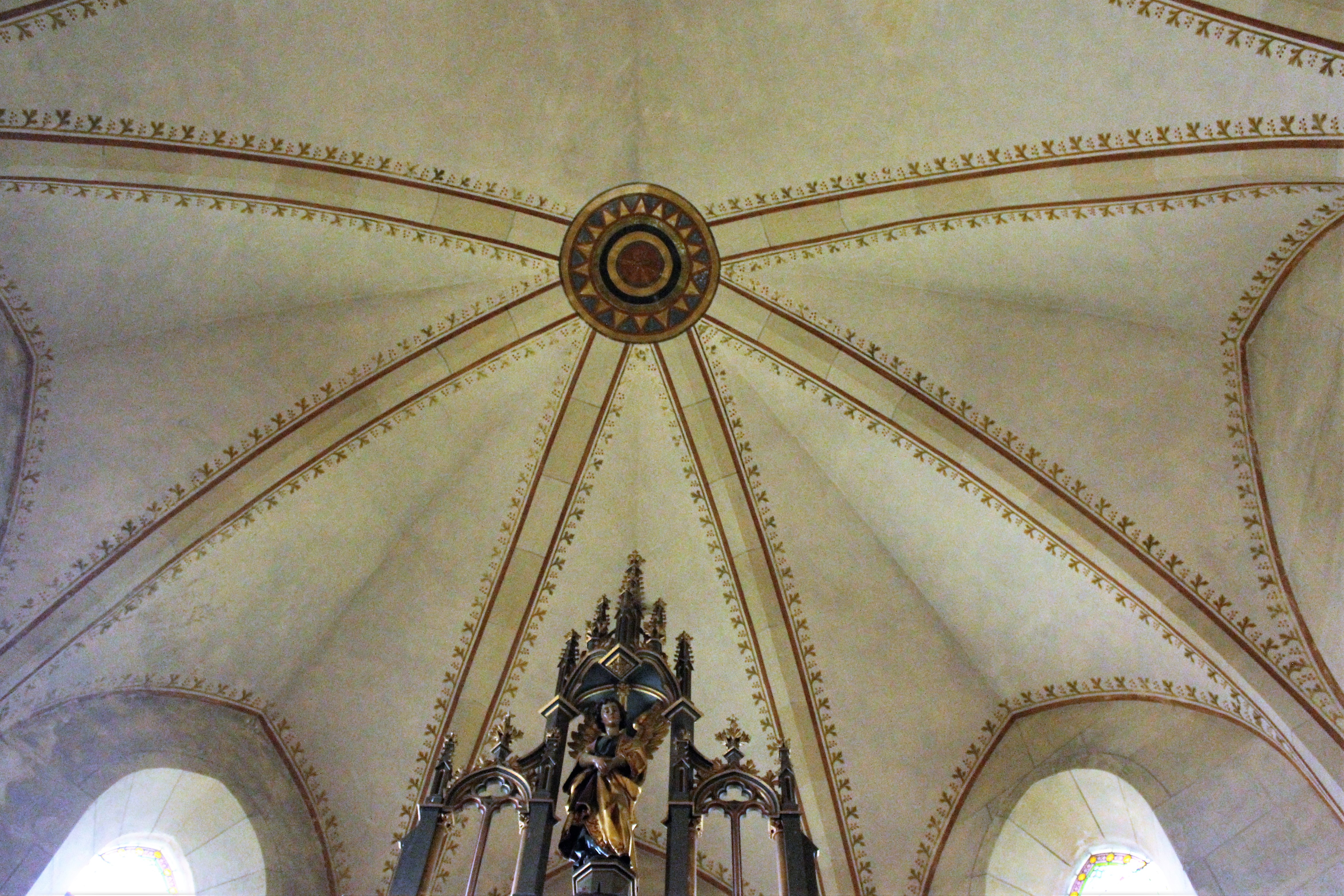
Paprsčitá klenba se svorníkem
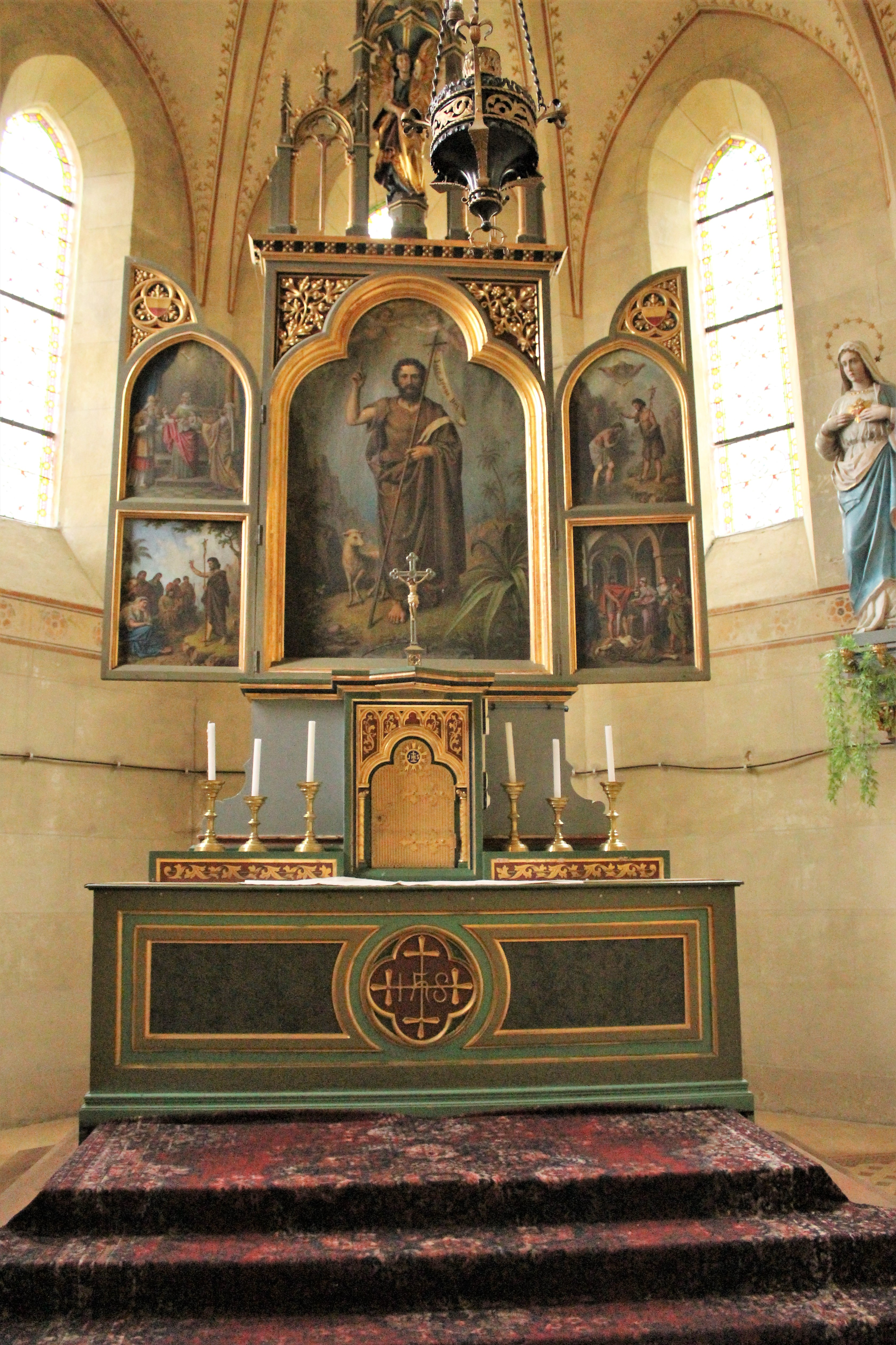
Hlavní oltář, menza

### Popis fragmentů a architektonických článků ve hřbitovní zdi
Kamenné architektonické fragmenty, dochované z původního gotického kostela sv. Jana Křtitele, jsou vezděné do ohradní zdi v úseku za presbytářem u nového kostela z let 1895 – 1898. Tyto hodnotné gotické fragmenty pochází z počátku 15. století a byly restaurovány roku 1995 K. Krátkým. 
Hřbitovní zeď ozvláštňuje  gotický portál s bohatým profilováním, dvěma hruškovitými profily a jedním oblounem. Ostění, jehož pruty se ve vrcholu přetínají, zdobí výžlabky. Sanktuárium zazděné v portálu je pravoúhlé. Jeho rám tvoří výžlabkový profil. Samotné sanktuárium završuje oslí hřbet, který ukončuje  kytka. V ohradní zdi jsou zakomponovány dvě okenní kružby trojlistého tvaru s jednoduchou profilací (tzv. jeptišky). Dále se zde nacházejí tři klíčové střílny a kamenný svorník s hlavou vousatého muže. Vlevo od něj je fragment ostění s rovným nadpražím a s reliéfním vlysem. Vpravo od gotického portálu se rýsuje náhrobník s rytým motivem kříže, jehož ramena se rozšiřují. Pod rameny kříže se nachází reliéfní geometrický ornament z polokruhových úsečí. Dále byl do ohradní zdi zazděn polokruhový portálek a jeho kamenné ostění, které je na obvodu profilováno páskou. Ve vrcholu oblouku je vytesán letopočet 1624. Další prvek tvoří půlkruhový portálek lemovaný páskou, jehož vrchol je označen vročením 1704. Stěžejním materiálem celé hřbitovní zdi je pískovec. Dále se zde nachází několik ornamentálních náhrobků, dvě sochy a hlavní oltář se sousoším Nejsvětější Trojice z druhé poloviny 18. století.

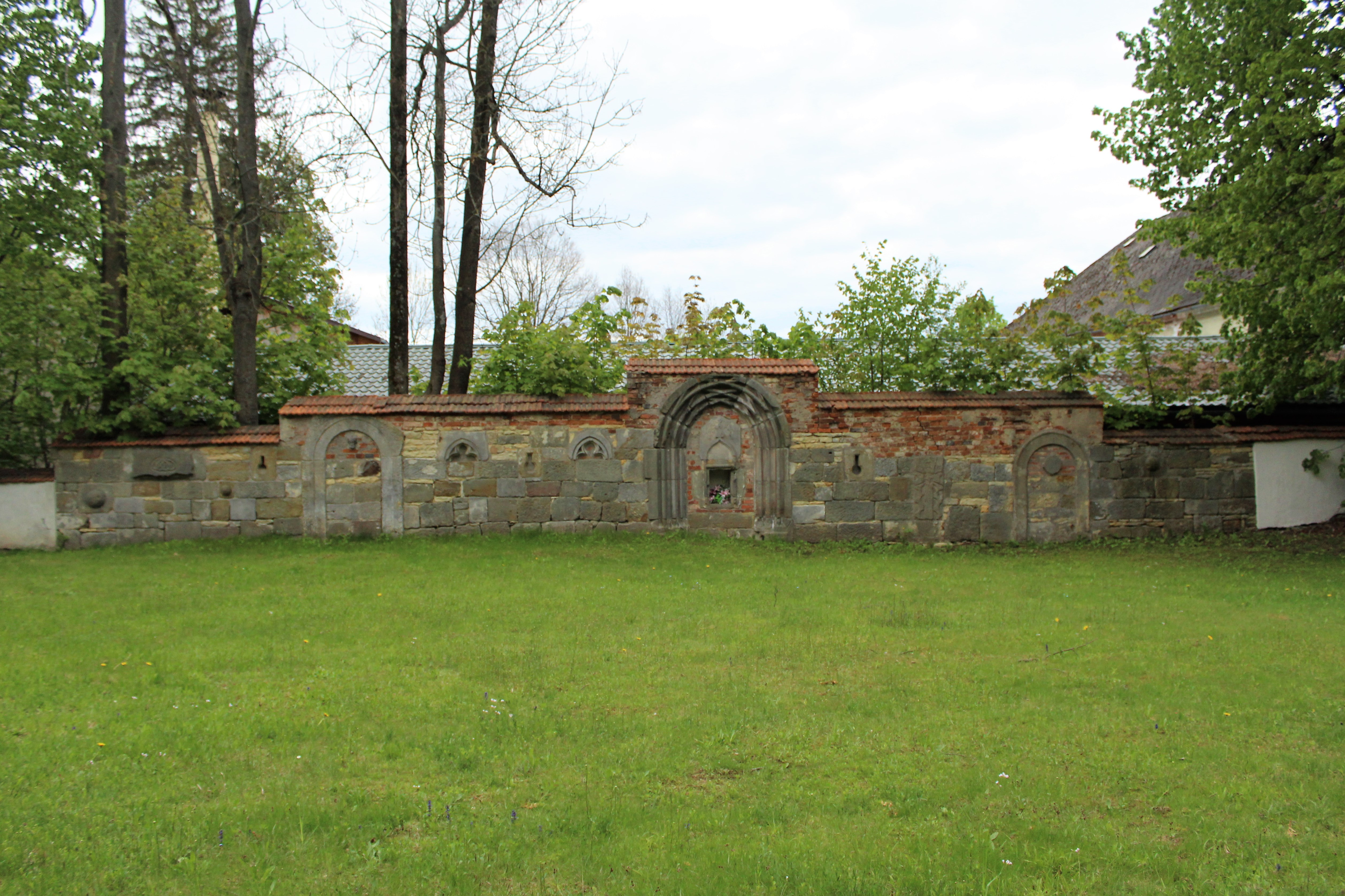
Hřbitovní zeď
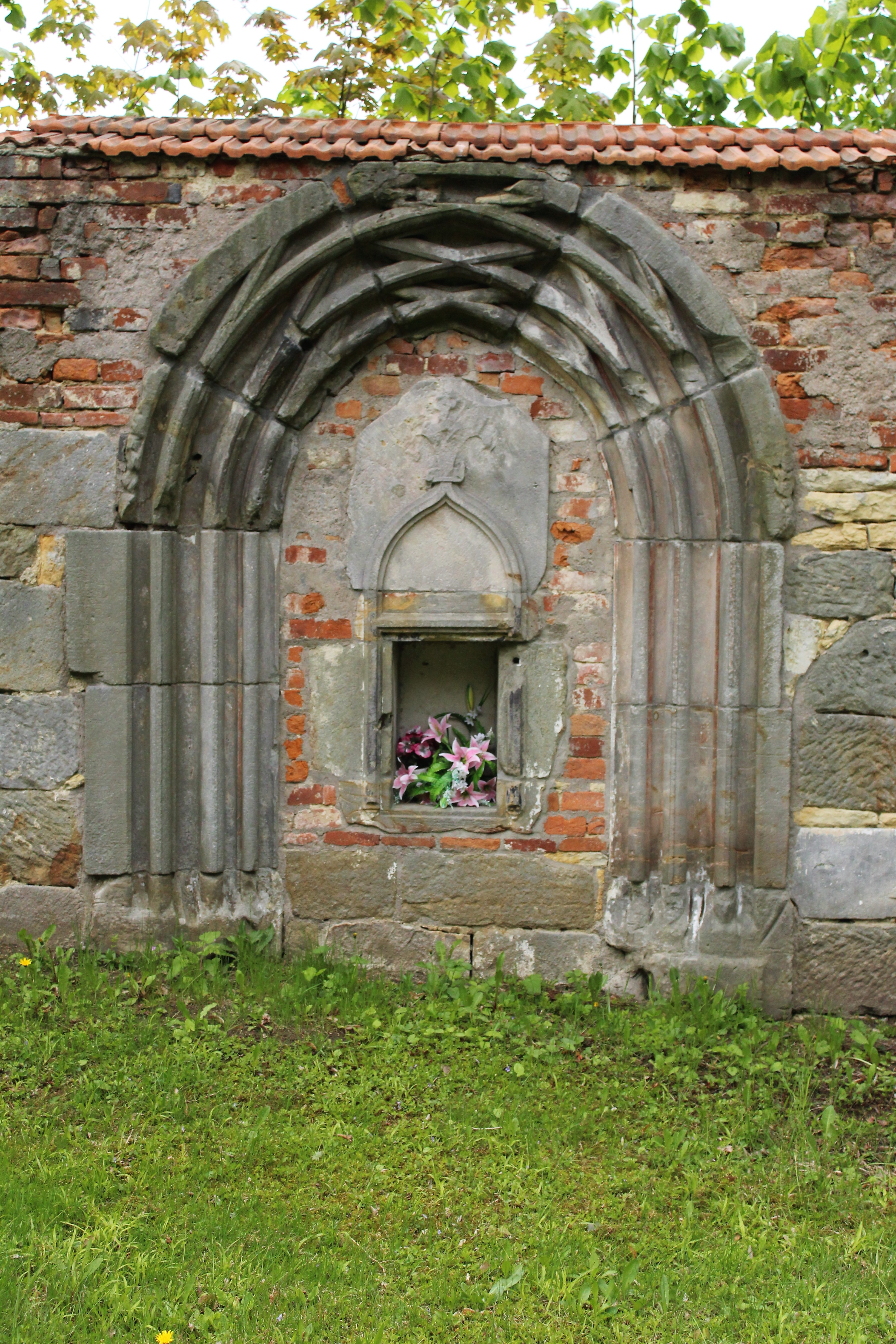
Gotický portál
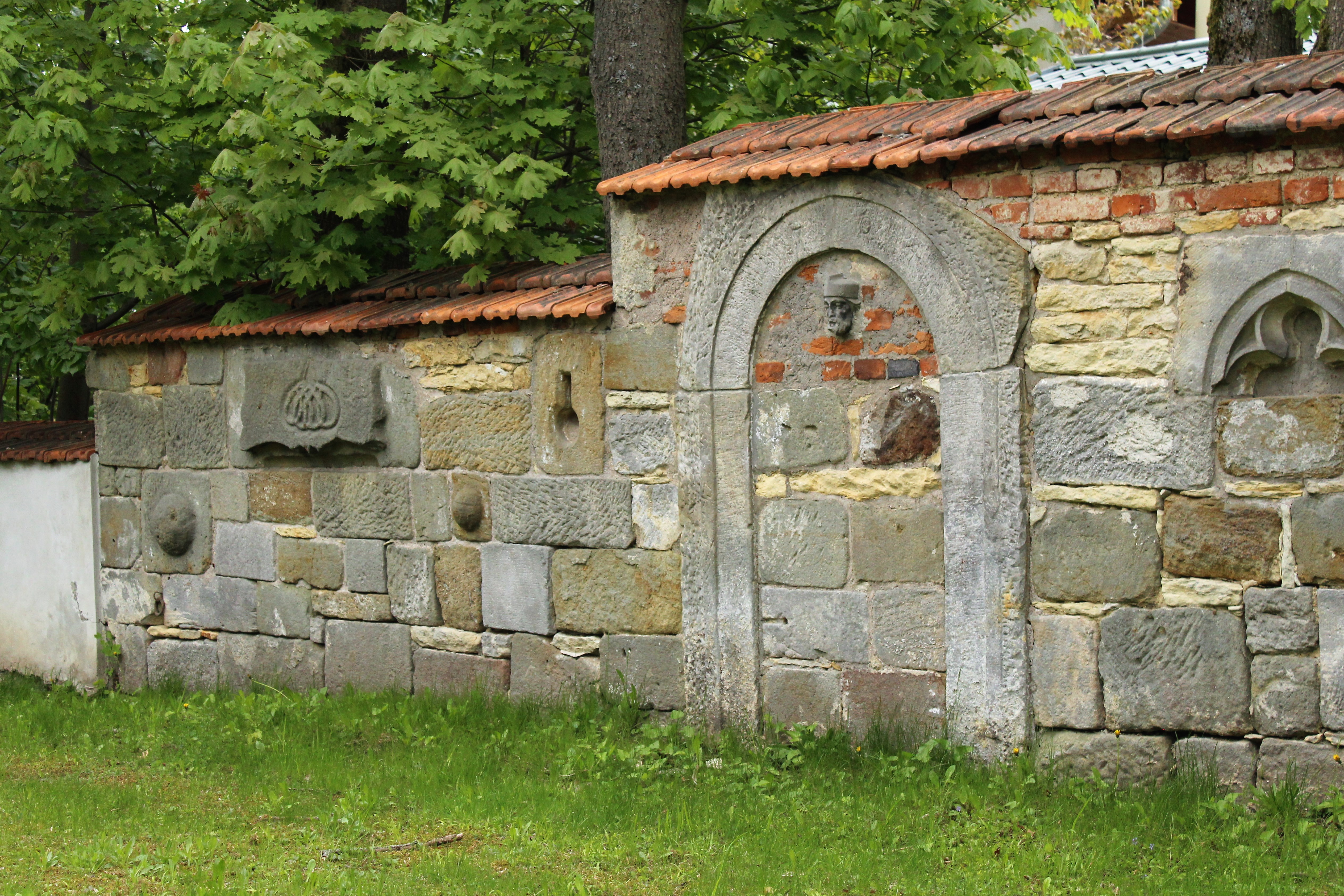
Střílna, kružba okna